# Ifta
Đối với các nghĩa khác, xem IFTA.
Ifta là một đô thị trong huyện Wartburg ở bang Thüringen, Đức. Đô thị này có diện tích 17,59 km².